# Festa da Independência da Bahia

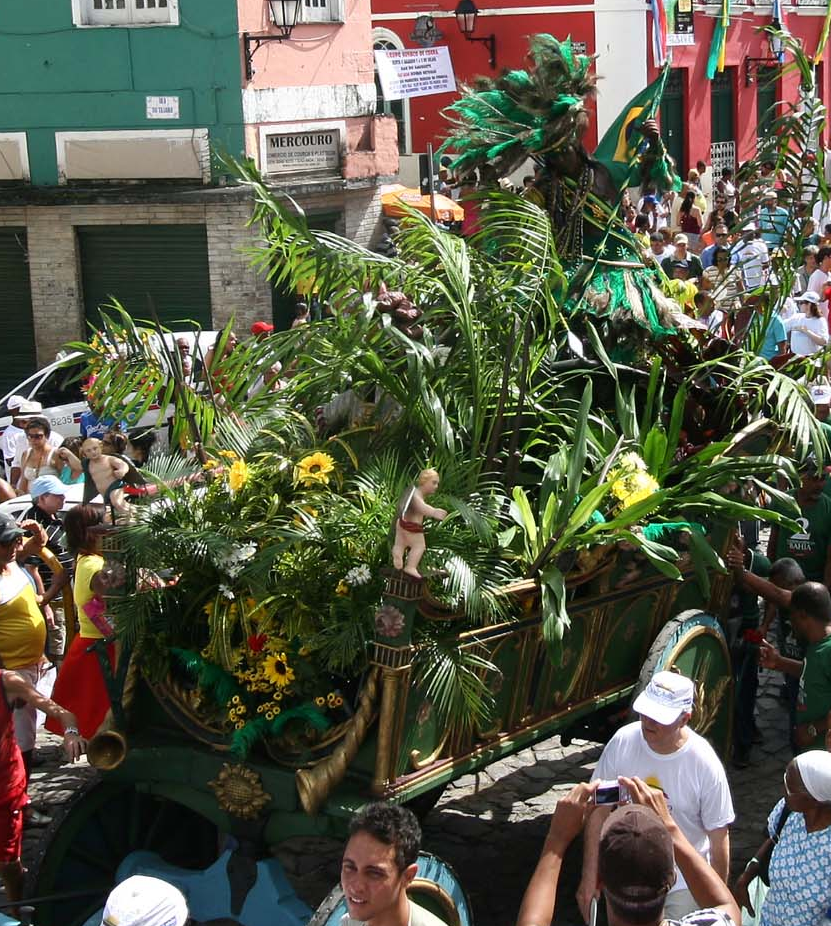
Carro e alegoria do "Caboclo", símbolo da independência da Bahia, no desfile de 2011.

A Festa da Independência da Bahia ou Desfile do Dois de Julho como é chamado pelos soteropolitanos, é uma festa de caráter cívico, comemorativa da independência do Brasil em terras baianas.
O cortejo acontece todos os anos no dia 2 de julho na cidade de Salvador, Bahia, tendo seu início no Largo da Lapinha no Memorial Pavilhão Dois de Julho ao lado da Paróquia da Lapinha, onde se encontra a imagem do caboclo, símbolo da independência da Bahia. Com um grande desfile popular juntamente com as imagens do caboclo e da cabocla, reverenciando a força nativa sobre as tropas lusitanas derrotadas em 1823, percorre por várias ruas históricas até o seu apogeu no largo do Campo Grande ou praça Dois de Julho. O retorno das imagens ocorre dia 5 do mesmo mês com outra grande fanfarra, geralmente à noite e regido por grandes orquestras, estudantes, músicos, instituições, charanga e batucadas.

## Feriado
O Dia da Independência da Bahia ou Dois de Julho é um feriado estadual baiano celebrado no dia 2 de julho de cada ano. A data comemora a vitória sobre as forças coloniais na guerra de independência, expulsando os portugueses de Salvador no dia 2 de julho de 1823. O dia é a data magna do estado e é estabelecida como feriado pela própria constituição baiana.

## Reconhecimento
O Cortejo do Dois de Julho foi tombado como bem cultural pelo Instituto do Patrimônio Artístico e Cultural da Bahia (IPAC) em 2006, através do processo de número 0100060038559/2006.